# 四菩薩

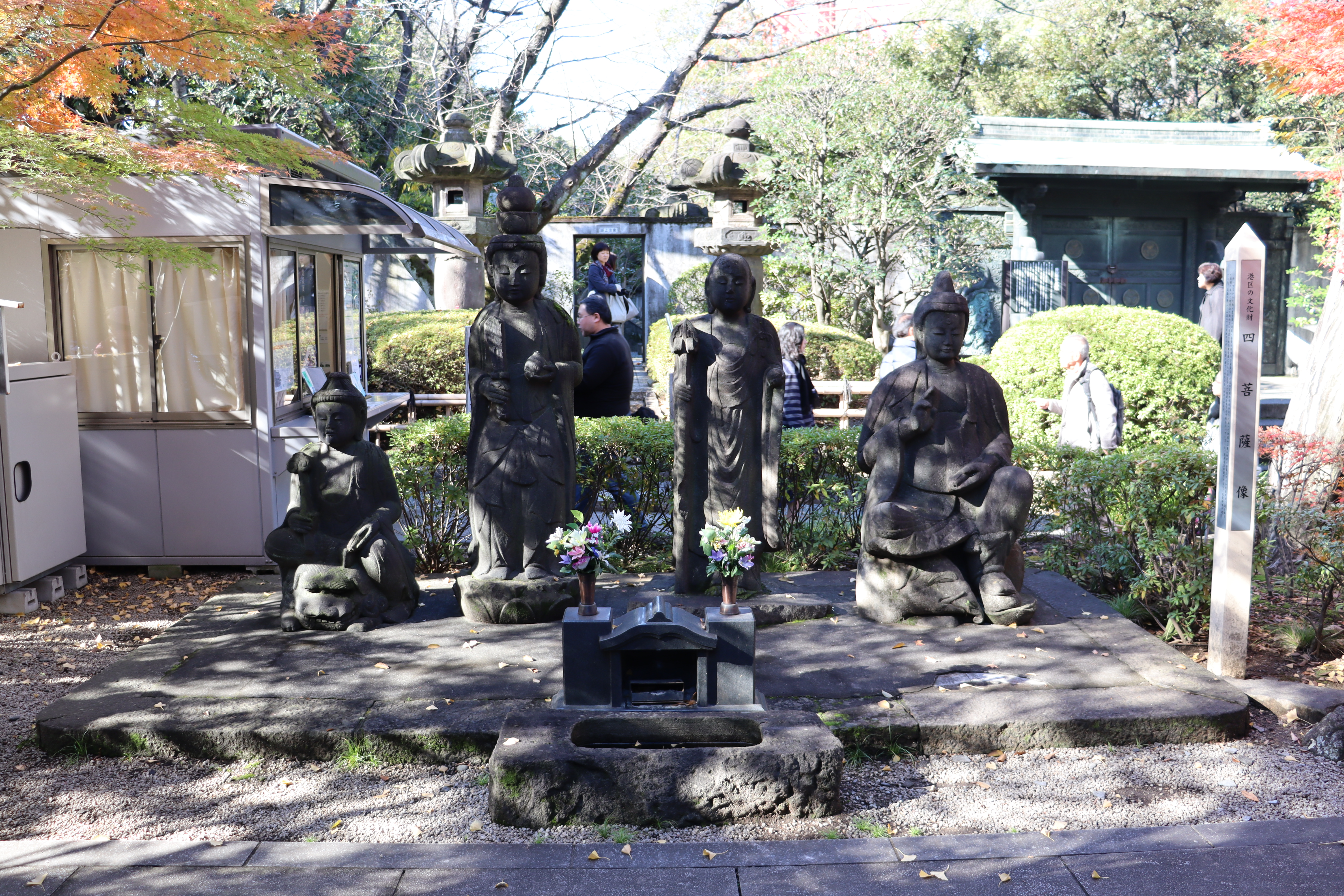
増上寺にある四菩薩像（左から文殊菩薩、虚空蔵菩薩、地蔵菩薩、普賢菩薩、東京都港区登録有形民俗文化財）

四菩薩（しぼさつ）とは、「四名の菩薩」の意であり、仏教の信仰・造像の対象である菩薩の組み合わせの1つである。その意味するところは宗派や依拠する経典によって異なる。

## 密教における四菩薩
密教の「胎蔵曼荼羅」では、曼荼羅の中央に位置する「中台八葉院」に表される四体の菩薩、すなわち普賢菩薩、文殊菩薩、観音菩薩、弥勒菩薩を四菩薩と称する場合がある。通常、四菩薩といえば、この密教における四菩薩を指す場合が多い。

## 天台宗における四菩薩
天台宗系では、阿弥陀如来の脇侍として金剛法、金剛利、金剛因、金剛語の四菩薩を安置することがある。
金剛法・金剛利・金剛因・金剛語の各菩薩は単独では造像されることのまずないものだが、密教の金剛界曼荼羅では五仏（五智如来）の1つである阿弥陀如来の東・南・北・西に上記四菩薩が配されている。この形の阿弥陀五尊像（阿弥陀如来及び四菩薩像）は比叡山東塔常行三昧堂に安置されていたことが知られ、現存する古像としては、日光輪王寺常行堂安置の五尊像（重要文化財）が知られている。

## 華厳経の四菩薩
『華厳経』では、法慧、功徳林、金剛幢、金剛蔵を四菩薩と称する。

## 日蓮宗・法華宗における四菩薩
日蓮宗・法華宗では、『法華経』に登場する上行（じょうぎょう）、無辺行（むへんぎょう）、浄行（じょうぎょう）、安立行（あんりゅうぎょう）を四菩薩（あるいは四士）と称する。
『法華経』の第15章にあたる従地涌出品（じゅうじゆじゅっぽん）第十五の記述によれば、釈迦如来が説法をしていた際に大地が割れ、そこから涌き出た無数の菩薩（これを総称して地涌の菩薩と称す）の筆頭が上行菩薩・無辺行菩薩・浄行菩薩・安立行菩薩であり、これらの菩薩は釈迦亡き後の末法の世において仏法を護持するものとされている。日蓮は、世が乱れ災害が起きるのは邪教を奉ずるからだと主張し、鎌倉の街頭で法華経の教えを説いたが、自己をこうした上行菩薩になぞらえていた。
なお、この法華経に登場する四菩薩は「金色の身で、三十二相を具えている」などと記されていることから、悟りを開く為の修行中の菩薩ではないとも解釈される。この場合、自らの解脱の為に菩薩行を行なう菩薩ではなく、悟達し既に仏界へ昇った如来が末法救済のために九界へ降り立った大菩薩であるとされる。またこの四菩薩は涅槃経に説かれる常楽我浄に配当される。
日蓮宗において本尊とされるものに大曼荼羅（「南無妙法蓮華経」の題目の周囲に諸尊の名を文字で記したもの）、一尊四士（釈迦如来と脇侍の四菩薩）、一塔両尊四士（宝塔を中心に釈迦如来・多宝如来・四菩薩を表す）などがあるが、これらのいずれにも上記四菩薩が表現されている。ちなみに大曼荼羅・一尊四士・一塔両尊四士のいずれを日蓮宗の本尊と見なすかについては古来議論がある。詳細は各項目を参照。

## 付記
なお、仏教経典には上記以外にも様々な菩薩が登場し、密教の曼荼羅にも多数の菩薩が登場するが、これらの中には、単独での造像や信仰がほとんど見られないものも多数存在する。